# 賽隆侵略機
賽隆侵略機（Cylon Raider）是電視影集《星際大爭霸》新舊版皆有出現的一種虛構星際戰機（不過，兩個版本的影集中的侵略機造型、設定有些不同）。這型戰機是賽隆人所使用的主要機種之一，在對殖民地的戰爭中扮演重要角色，可以負責對殖民地戰鬥機或艦隻的作戰。它在戰鬥中主要的對手是殖民地的毒蛇戰鬥機。

## 原版影集
在原版的影集中（星際大爭霸1978、1980）侵略機是型似橢圓扁盤的戰鬥機，能夠在宇宙和大氣層內作戰。它包含了三名賽隆機器人（Centurion）組員，兩人為駕駛，第三人則負責指揮與協調。武器包含有兩門雷射砲與飛彈。裝備了兩個亞光速引擎，但是沒有超光速航行的能力。通常侵略機是從基地艦上發射出來協助作戰的。但是因為基地艦很容易被發現的關係，有時侵略機機隊會和運輸艦同行，這樣他們就可以在沒有基地艦補給的情況下飛過很長的距離，偷襲殖民地艦隊。雖然侵略機的火力比殖民地毒蛇機還高，但是他們時常被毒蛇機打敗。

## 新版影集
新版影集的侵略機也是賽隆人主要的戰鬥機，搭載在基地艦上出擊，同樣有宇宙和大氣層內的作戰能力，但是它的形狀是類似「C」型的，有一個類似賽隆機器人的「頭」。這型戰機沒有駕駛，取而代之的是一個半生物半機械的「腦」以及各個器官，這讓新版侵略機比較像是一個生物。這些戰機有自我意識，智慧上不如人類，較像訓練過的動物。同時在劇中多數的戰鬥裡侵略機的數量都遠遠超越毒蛇機，但是即便如此他們似乎也沒有特別佔到優勢。此外，侵略機有獨立思考的能力，有時他們會拒絕接受命令。當一架侵略機被擊毀時，它的心智會像人型賽隆人一樣上傳回到復活船上，重新載入到新的「身體」裡。他們的記憶與經驗都會保留下來，藉此他們可以從過去犯的錯誤中學習並成長。
在推進器方面，新版侵略機一樣配備兩門亞光速引擎，而且還有超光速引擎可以進行空間跳躍。這種超光速引擎比起殖民地使用的引擎精確、有效率許多。在武裝方面，侵略機配備了兩門動能武器，兩側機翼底下則是飛彈艙，可以裝備常規飛彈或核子飛彈，不過影集裡很少看到侵略機發射飛彈。
此外，新系列中在四十年前的賽隆戰爭出現的侵略機造型為舊版的設計，乃是向舊版致敬。

### 第一次賽隆戰爭時期的侵略機
第一次賽隆戰爭期間（設定在影集故事的四十年前發生）出現的侵略機沿用了舊版的造型，被搭載在舊式基地艦（同樣沿用舊影集的造型）上出擊。它有三名賽隆機器人組員。除了在星際/大氣層內的戰鬥以外，它也被用做登陸船使用，可以運載數名賽隆人到地面作戰。在新影集故事的時期裡，仍然有一些這種侵略機在服役中。